# Pycnota paradoxa
Pycnota paradoxa är en skalbaggsart som först beskrevs av Étienne Mulsant och Claudius Rey 1861.  Pycnota paradoxa ingår i släktet Pycnota, och familjen kortvingar. Enligt den finländska rödlistan är arten sårbar i Finland. Arten är reproducerande i Sverige. Artens livsmiljö är skogar.